# Merlin Palacios
Merlin Palacios (née le 9 août 1992) est une athlète colombienne, spécialiste du sprint.

## Biographie

### Palmarès
| Date | Compétition                            | Lieu     | Résultat | Épreuve   | Performance |
| ---- | -------------------------------------- | -------- | -------- | --------- | ----------- |
| 2011 | Championnats d'Amérique du Sud juniors | Medellín | 2e       | 100 m     | 11 s 64     |
| 2011 | Championnats d'Amérique du Sud juniors | Medellín | 2e       | 200 m     | 23 s 69     |
| 2011 | Championnats d'Amérique du Sud juniors | Medellín | 2e       | 4 x 100 m | 46 s 39     |

### Records
| Épreuve    | Performance | Lieu     | Date              |
| ---------- | ----------- | -------- | ----------------- |
| 100 mètres | 11 s 48     | Bogota   | 6 mai 2011        |
| 200 mètres | 23 s 69     | Medellín | 24 septembre 2011 |